# Corynoneura brundini
Corynoneura brundini är en tvåvingeart som beskrevs av Hirvenoja 1988. Corynoneura brundini ingår i släktet Corynoneura och familjen fjädermyggor.
Artens utbredningsområde är Finland. Arten har ej påträffats i Sverige. Inga underarter finns listade i Catalogue of Life.